# Habitations majeures de l'architecte Victor Horta
Les habitations majeures de l'architecte Victor Horta à Bruxelles sont un bien inscrit sur la liste du patrimoine mondial de l'UNESCO et regroupant :
- l'Hôtel Tassel
- l'Hôtel van Eetvelde
- l'Hôtel Solvay

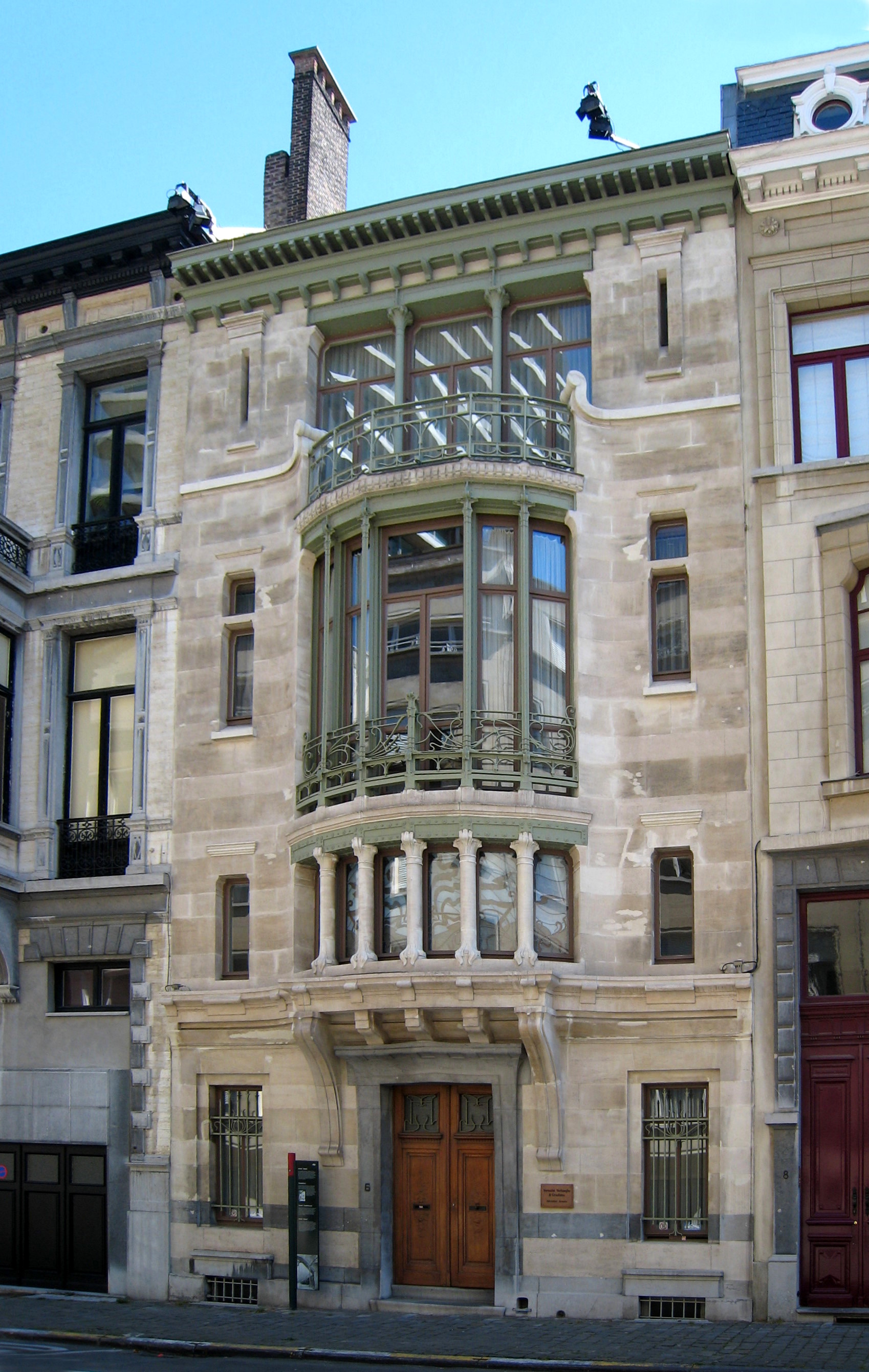
Hôtel Tassel

- la Maison et atelier Horta (actuel Musée Horta).